# Andrés Duany
Andrés Duany (New York, 7 settembre 1949) è un architetto e urbanista statunitense.
Duany visse a Cuba fino al 1960. Si laureò in architettura e urbanistica a Princeton University, successivamente studio presso l'École des Beaux-Arts di Parigi ricevendo il master in architettura da Yale School of Architecture.
Nel 1977, Duany fondo a Miami lo studio Arquitectonica, assieme a sua moglie Elizabeth Plater-Zyberk, Bernardo Fort-Brescia, Laurinda Hope Spear, and Hervin Romney. Arquitectonica divenne famosa per l'espressivo high-tech modernista, Atlantis Condominium progettato dallo studio comparve nei titoli di testa della serie televisiva Miami Vice.
Duany and Plater-Zyberk fondarono nel 1980 Duany Plater-Zyberk & Company (DPZ), con sede a Miami, Florida. DPZ divenne il leader del movimento nazionale chiamato New Urbanism, sostenendo la fine dei sobborghi e dello sprawl.
Lo studio divenne famoso a livello internazionale negli anni ottanta con il progetto delle città di Seaside, Florida e Kentlands, Maryland, e per aver progettato molte città di nuova fondazione, piani urbanistici regionali, e progetti di rivitalizzazione comunitaria.
Duany è cofondatore e emerito membro del Congress for the New Urbanism, fondato nel 1993 ed è uno dei sostenitori del modello di sviluppo smart growth nonché l'ideatore del modello di pianificazione territoriale detto transect.